# Malpulutta
Malpulutta é um género de peixe da família Belontiidae.
Este género contém as seguintes espécies:
- Malpulutta kretseri